# Rochester Cardinals
Die Rochester Cardinals waren eine US-amerikanische Eishockeymannschaft aus Rochester, New York. Die Mannschaft spielte in der Saison 1935/36 in der International Hockey League.

## Geschichte
Das Franchise der Rochester Cardinals wurde 1935 als Mitglied der International Hockey League gegründet. Die Cardinals waren die erste professionelle Eishockeymannschaft aus Rochester. In der Saison 1935/36 belegte die Mannschaft den vierten und somit letzten Platz der Eastern Division. Anschließend wurde das Farmteam der New York Americans aus der National Hockey League bereits wieder aufgelöst. Seit 1956 spielt mit den Rochester Americans eine Mannschaft aus der Stadt durchgehend in der American Hockey League.